# دونات (ترانه)
"دونات" آهنگی از گروه کره جنوبی توایس است که در سال ۲۰۲۱ منتشر شد. این تک آهنگ ژاپنی، نهمین تک آهنگ ژاپنی این گروه است و به همراه این آهنگ بی ساید ترکی به نام "Wonderful Day" در تاریخ ۱۵ دسامبر ۲۰۲۱ منتشر شد.

## پس زمینه
در تاریخ ۱۵ اکتبر ۲۰۲۱، بعد از گذشت مدت زمان کوتاهی از منتشر شدن اولین تک آهنگ انگلیسی گروه بعنی، "The Feels"، و همین‌طور بعد از خبر منتشر شده دربارهٔ سومین فول آلبوم این گروه یعنی، Formula of Love: O+T=<۳, کمپانی توایس یعنی جی وای پی اینترتینمنت خبر از تک آهنگی ژاپنی با تم زمستانی داد که این تک آهنگ قرار است نهمین تک آهنگ ژاپنی این گروه باشد.

## موفقیت‌ها
این آهنگ توانست در جدول بیلبورد هات ۱۰۰ ژاپن رتبه ۶ را کسب کند و همین‌طور در جدول اوریکان توانست رتبه ۳ را از آن خود کند. این آهنگ با فروش صد هزار نسخه در ژاپن توانست گواهی طلا را از انجمن RIAJ ژاپن دریافت کند.

## لیست ترک‌ها
| Digital download EP | Digital download EP            | Digital download EP | Digital download EP                                      | Digital download EP |
| شماره               | نام                            | سراینده             | آهنگساز                                                  | مدت                 |
| ------------------- | ------------------------------ | ------------------- | -------------------------------------------------------- | ------------------- |
| ۱.                  | «Doughnut»                     | Lauren Kaori        | Alexis Kesselman Fingazz Francis Woo S. Rhee (Rainstone) | ۴:۲۴                |
| ۲.                  | «Wonderful Day»                | Shoko Fujibayashi   | Andrew Choi Emily Yeonseo Kim minGtion                   | ۳:۳۱                |
| ۳.                  | «Doughnut» (Instrumental)      | Kaori               | Fingazz Francis Kesselman Rainstone                      | ۴:۲۴                |
| ۴.                  | «Wonderful Day» (Instrumental) | Fujibayashi         | Choi Kim minGtion                                        | ۳:۳۳                |
| مجموع مدت:          | مجموع مدت:                     | مجموع مدت:          | مجموع مدت:                                               | ۱۵:۵۲               |